# Mädchen mit schwachem Gedächtnis
Mädchen mit schwachem Gedächtnis ist eine deutsche Filmkomödie von Géza von Cziffra aus dem Jahr 1956.

## Handlung
Caféhausbesitzerstochter Anny Prechtl lebt in der Provinz und träumt von einer Karriere als Tänzerin. Ihr Freund Poldi Kohlegger hat in München unter dem Namen Peter Parker als Schauspieler Karriere gemacht und schickt ihr regelmäßig Briefe. Schließlich erhält Anny von ihren Eltern das Einverständnis, nach München zu gehen. Hier macht sie die Entdeckung, dass Poldi nie Schauspieler geworden ist, sondern in einem kleinen Hotel als Zimmerjunge arbeitet. Poldi bringt sie in dem Hotel unter, doch stellt die junge Frau fest, dass ihr auf der Zugfahrt das gesamte Bargeld gestohlen wurde. Poldi kann sie zunächst durch die geschickte Verteilung der Essensrationen der Gäste mitversorgen. Der Schwindel fliegt jedoch auf, Poldi wird wegen Diebstahls entlassen und Anny aus dem Hotel geworfen. Ihre Koffer bleiben im Hotel, bis sie die ausstehende Zimmerrechnung bezahlen kann.
Durch Poldis Vermittlung hatte Anny am Vortag den Lebenskünstler, Dichter, Fotografen und Schauspieler Albert Locker kennengelernt. Der berichtete ihr von einem Fall, in dem eine Frau mit Gedächtnisverlust aufgefunden wurde. Sie kam in ein Krankenhaus, galt sie aufgrund ihrer Kleider doch als wohlhabend. Als sie nach einem Schreck das Gedächtnis wiedergewann, erfuhr man von ihr, dass sie in Wirklichkeit arm war und als Mannequin gearbeitet hatte – ihr Kleid war eine Kreation des Designers, für den sie zur Zeit des Gedächtnisverlusts gerade gearbeitet hatte. Ihr Fall soll nun verfilmt werden, sie selbst wurde bekannt. Anny hatte den Vorschlag Alberts, ebenfalls einen Gedächtnisschwund vorzutäuschen, abgelehnt. Nun, ohne Geld, Koffer und ohne die Absicht, als Verliererin nach Hause zu gehen, besinnt sie sich. Sie sitzt weinend auf einer Parkbank, als ein Polizist sie anspricht. Da sie auf keine seiner Fragen eine Antwort geben kann, wird sie mit aufs Revier genommen. Auch hier bleibt Anny dabei, sich weder an ihren Namen, noch an ihre Familie erinnern zu können. Ein herbeigerufener Polizeiarzt diagnostiziert einen Gedächtnisverlust. Anny wird in ein Krankenhaus gebracht, wo sie die Nacht verbringt.
Am nächsten Tag haben die Polizisten eine Vermisstenanzeige ausfindig gemacht, in der ein Paul Howard seine Tochter sucht. Die Angaben passen auf Anny und so wird Paul informiert, dass seine Tochter gefunden worden sei. Paul und seine Frau reagieren bestürzt: Tochter Mary ist in Wirklichkeit bereits seit drei Jahren verschwunden und sollte es auch bleiben, planen sie doch, Marys Erbschaft selbst zu übernehmen. Als sie vom Gedächtnisverlust der jungen Frau hören, holen sie Anny jedoch von der Polizeiwache ab und tun so, als sei sie tatsächlich ihre Tochter. Anny bezieht Marys Zimmer und erhält von Paul prächtige Kleider geschenkt. Unterdessen suchen Poldi und Albert nach Anny und berichten auch dem Polizisten von ihrer Freundin, der Anny gerade erst an die Howards übergeben hat. Der Polizist wird stutzig und es beginnen die Nachforschungen. Im Zuge dessen fahren Poldi und Albert nach Rottach-Egern, wo die Villa der Howards steht. Poldi bewirbt sich, als Aussiedlerin Lina verkleidet, um den Posten einer Haushälterin und wird von Paul eingestellt.
Mit der Zeit erfahren Anny und Poldi die Hintergründe für das Verhalten der Howards: Mary wird in wenigen Tagen volljährig. Sie wurde von den Howards im Alter von drei Jahren adoptiert und wird das Vermögen ihrer verstorbenen Eltern mit der Volljährigkeit selbst besitzen. Bisher finanzierten die Howards damit ihren verschwenderischen Lebensstil. Die Howards erwarten nun den Notar Mr. Turner aus Amerika, der das Vermögen auf Mary umschreiben soll. Gleichzeitig hat Paul von Anny eine Unterschrift auf einem leeren Blatt Papier ergaunert, über die er das Einverständnis Annys gesetzt hat, auch nach der Volljährigkeit alle Rechte in Gelddingen ihren Eltern zu überlassen. Nun greift die Polizei ein. Sie haben die echte Mary ausfindig gemacht. Poldi, der entlassen wird, weil Peter die Finger nicht von der neuen Haushälterin lassen kann, wird durch Albert ersetzt. Zum Geburtstagsfest von „Mary“ erscheint eine Band, in die sich auch Polizisten und Poldi geschmuggelt haben. Kurz vor der Überschreibung des Vermögens erscheinen zwei Bekannte Poldis, die sich beide als Söhne Peters vorstellen. Als dessen Frau interveniert, machen beide klar, dass auch Mary nicht echt sei. Die Polizei klärt den Fall auf, lässt die echte Mary erscheinen und Albert, der auch als Reporter tätig ist, erhält nicht nur ein passendes Foto, sondern schreibt mit seiner Geschichte über ein Mädchen mit schwachem Gedächtnis und einen verhinderten Millionenbetrug auch eine Sensationsgeschichte. Anny und Poldi wiederum werden ein Paar und sind als Sänger im Café von Annys Eltern erfolgreich.

## Produktion
Mädchen mit schwachem Gedächtnis wurde im Real-Film-Studio Hamburg sowie in München und Rottach-Egern gedreht. Der Film erlebte am 12. Juli 1956 im Theater am Aegi in Hannover seine Premiere.
Es tanzen die Jitter Star’s, Billy Daniel, Lothar Kirst und John Schapar. Die musikalische Begleitung stammt von den Orchestern von Erwin Lehn und Hazy Osterwald. Im Film sind verschiedene Lieder zu hören, darunter:
- Bully Buhlan: Du wirst niemals ein Cowboy (Cha-Cha-Cha); Oh My Mary Girl
- Nana Gualdi, Peter Weck: Ein kleines Stück vom großen Glück (Lied und Langsamer Walzer)
- Heinz Erhardt: Ohne Liebe hat das Leben keinen Sinn (Samba-Polka)

## Kritik
Der film-dienst nannte Mädchen mit schwachem Gedächtnis ein „Verwechslungslustspiel mit Schlagermusik und einigen Heinz-Erhardt-Späßen“. „Allein Heinz Erhardt sorgt in diesem Klamauk für den nötigen Humor. Fazit: Hausbackener Humor aus biederen Zeiten“, schrieb Cinema.